# Tabanus felderi
Tabanus felderi är en tvåvingeart som beskrevs av Wulp 1885. Tabanus felderi ingår i släktet Tabanus och familjen bromsar. Inga underarter finns listade i Catalogue of Life.